# Sinoboletus
Sinoboletus género de hongos en la familia Boletaceae.

## Descripción
Las especies Sinoboletus poseen sombreros cuya form va de hemisferica a convexa y plana. La superficie del sombrero es seca, con textura tomentosa. La carne del sombrero puede ser delgada o gruesa. La superficie con poros en la cara inferior del sombrero es de color amarillo dorado a amarillo y presenta venas cruzadas que están dispuestas en dos capas distintas. Los poros, inicialmente redondos, se vuelven angulares o irregulares en edad. La superficie del estipe en forma de bate es seca, con estrías en el sector superior pero sin reticulaciones. Las esporas poseen forma elipsoidal.

## Hábitat y distribución
Se cree que las especies de Sinoboletus forman micorrizas con miembros de las familias Fagaceae y Pinaceae, particularmente Castanea calathiformis, y Castanea fleuryi.

## Especies
- Sinoboletus albidus – M.Zang & R.H.Petersen 2004[2]
- Sinoboletus duplicatoporus – M.Zang 1992

Encontrado en el condado de Jing Dong, China, a altitudes de 2350 m.
- Sinoboletus fuscus – M.Zang & C.M.Chen 1998[3]
- Sinoboletus gelatinosus – M.Zang & R.H.Petersen 2004[2]
- Sinoboletus guizhouensis – M.Zang & X.L.Wu 1995[4]
- Sinoboletus maekawae – M.Zang & R.H.Petersen 2001

En la provincia de Yunnan, China, a altitudes de 3420 m, creciendo bajo Abies georgei y Lithocarpus dealbatus.
- Sinoboletus magniporus – M.Zang 1992

Encontrado en Yunnan, Lu Chun County, a una altitud de 1300 m.
- Sinoboletus magnisporus – M.Zang & C.M.Chen 1998[3]
- Sinoboletus meipengianus – M.Zang & D.Z.Zhang 2004[6]
- Sinoboletus tengii – M.Zang & Yan Liu 2002[7]
- Sinoboletus wangii – M.Zang, Zhu L.Yang & Y.Zhang 2006

Provincia de Yunnan, altitud 2600 m.